# Héctor Baeza
Héctor Baeza war ein chilenischer Fußballspieler. Der Abwehrspieler absolvierte fünf Länderspiele für Chile.

## Vereinskarriere
Auf Vereinsebene spielte Héctor Baeza bis 1917 für Loma Blanca und von 1918 bis mindestens 1919 für den Rancagua FC.

## Nationalmannschaft
Héctor Baeza debütierte beim Campeonato Sudamericano 1917 in Uruguay im ersten Gruppenspiel gegen Gastgeber Uruguay. Die 0:4-Niederlage war das einzige Spiel des Abwehrspielers im Turnier. Chile wurde ohne Punkt und ohne Torerfolg Turniervierter. Nur wenige Tage nach der Südamerikameisterschaft absolvierte Baeza beim 1:1-Unentschieden im Freundschaftsspiel gegen Argentinien sein zweites Länderspiel. Beim Campeonato Sudamericano 1919 absolvierte er alle drei Partien für La Roja. Chile wurde erneut ohne Punkt Turnierletzter.